# Bryum microchaeton
Bryum microchaeton är en bladmossart som beskrevs av Georg Ernst Ludwig Hampe 1865. Bryum microchaeton ingår i släktet bryummossor, och familjen Bryaceae. Inga underarter finns listade i Catalogue of Life.